# Lucy Stone
Lucy Stone (13 d'agost de 1818 – 19 d'octubre de 1893) va ser una prominent abolicionista i sufragista nord-americana i una ferma defensora i organitzadora de la promoció dels drets de les dones. El 1839, Stone va ser la primera dona de Massachusetts que va obtenir un grau acadèmic. Va defensar els drets de les dones i va denunciar l'esclavitud en un temps en què les dones eren desanimades i impedides de parlar en públic. Stone va ser la primera nord-americana registrada que va mantenir el seu cognom després del matrimoni.
Les activitats organitzatives de Stone en pro dels drets de les dones van donar beneficis tangibles en el difícil entorn polític del segle XIX. Stone va ajudar a iniciar la primera Convenció Nacional pels drets de les dones i hi va donar suport i va sostenir-la anualment, juntament amb diverses altres convencions activistes locals, estatals i regionals. Stone va parlar davant de diversos cossos legislatius per promoure lleis que donessin més drets a les dones. Va assistir a l'establiment de la Lliga Nacional de Dones per ajudar a aprovar la Tretzena esmena a la Constitució dels Estats Units, que va abolir l'esclavitud, després de la qual cosa va ajudar a formar el grup més gran de reformadors que pensaven de la mateixa manera sobre els drets de les dones, la políticament moderada American Woman Suffrage Association, que va treballar durant dècades en l'àmbit estatal en favor del sufragi femení als Estats Units.
Stone va escriure extensament sobre un ampli rang de drets de les dones. Així mateix, va publicar i va distribuir els seus discursos i els d'altres activistes. En la influent publicació de llarga data, Woman's Journal, un periòdic setmanal que va fundar i va promoure, Stone va publicar tant les seves pròpies opinions com les d'altres sobre els drets de les dones.